# Juris Vaivods
Juris Vaivods , né le 29 mars 1966 à Vārkava (novads), est un musicien letton.

## Biographie
En 1981, il obtient de l'école de musique de Līvāni un diplôme d'accordéon. En 1985, il est diplômé de la Daugavpils Music High School  en direction de chœur. En 1992, il est diplômé du département de direction chorale de l'Académie de musique de Lettonie et obtient une licence. En 1994, il est diplômé du Département de direction chorale avec une maîtrise. Il étudie la composition avec Pēteris Plakižs et Pauls Dambis et se forme dans des classes de maîtres en Allemagne et en Norvège.
Il compose de la musique pour le Théâtre Dailes, le Théâtre National de Lettonie et le Théâtre russe de Riga. Il est consultant musical, directeur musical, arrangeur et directeur musical pour plusieurs représentations du Théâtre Dailes. Il est également directeur musical de plusieurs concerts. Il fait plusieurs arrangements de chansons de Lettons et d'autres nations. En 1997, il devient directeur du département musical du Théâtre Dailes.
En 2011, il est décoré de l'Ordre des Trois Étoiles de 4e classe. Il remporte à plusieurs reprises le prix Players' Night dans la catégorie Meilleur auteur musical.